# Jan-Henrik Maria Scheper-Stuke

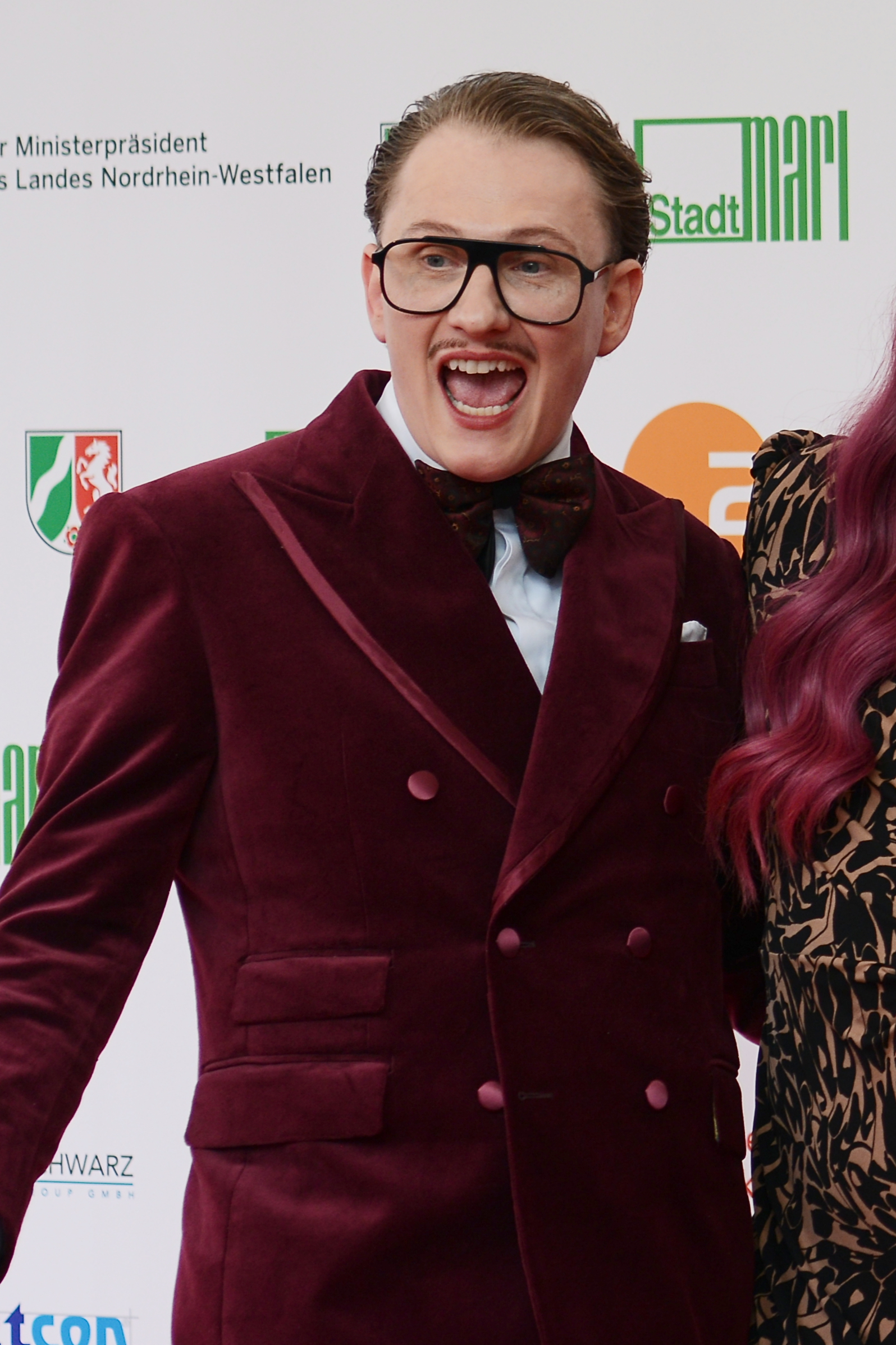
Scheper-Stuke bei der Verleihung des Grimme-Preises 2023

Jan-Henrik Maria Scheper-Stuke (* 31. Januar 1982 in Lohne in Oldenburg, eigentlich Bernd-Henrik Maria Scheper-Stuke) ist ein deutscher Unternehmer, Modeexperte, TV-Moderator und Grimme-Preisträger.

## Leben
Scheper-Stuke wuchs in Lohne bei Oldenburg auf, wo seine Eltern einen landwirtschaftlichen Betrieb führten. Er machte sein Abitur im Internat Louisenlund und absolvierte eine Ausbildung zum Bankkaufmann bei der Kreissparkasse Grafschaft Diepholz. 2001 bis 2006 war er mit 19 Jahren jüngstes Mitglied des Stadtrats seiner Heimatstadt Lohne. 2006 zog Scheper-Stuke für ein Jurastudium nach Berlin.
2010 wurde Scheper-Stuke Geschäftsführer und Gesellschafter der Krawatten-Manufaktur Edsor Kronen. RTL drehte zu diesem Anlass eine Reportage über ihn. Im selben Jahr berichtete die New York Times über Scheper-Stukes Strategie für das Traditionshaus, das er in „Nachtclubs und Soirees von New York bis Beijing“ promote. Scheper-Stuke war stets als Testimonial Teil der Werbekampagnen für Edsor Kronen. 2011 eröffnete er in Anwesenheit des damaligen Bundeswirtschaftsministers und Vizekanzlers Philipp Rösler den ersten Edsor Kronen Shop in Berlin. Die Krawatten wurden von Politikern und Prominenten wie Barack Obama Joachim Gauck, Jan Hofer oder Markus Lanz getragen.
2010 gehörte Scheper-Stuke zu den Gründern des Berliner Members’ Clubs Soho House.
Seit 2015 ist Scheper-Stuke Geschäftsführer der Berliner Accessoire-Manufaktur Auerbach mit Sitz in den Hackeschen Höfen sowie elf Läden und Shop-in-Shops in Deutschland.
Im März 2020 stieg die Manufaktur unter Scheper-Stuke angesichts der COVID-19-Pandemie auf die Fertigung von Stoffmasken um.
Scheper-Stuke outete sich 2022 als queer. Mit seinem Partner lebt er in Berlin-Mitte.

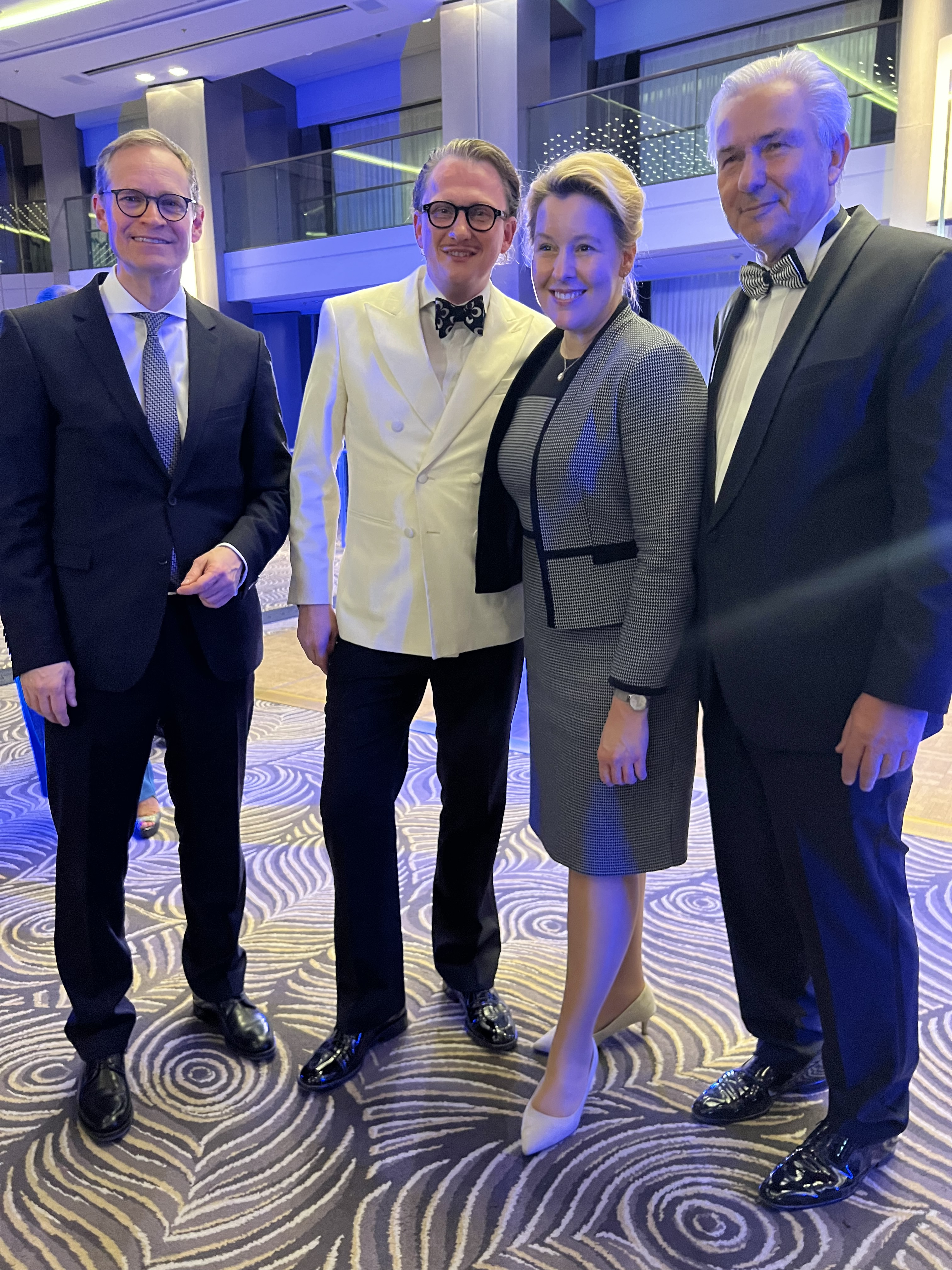
Scheper-Stuke beim 10. Jubiläum des Berliner Waldorf Astoria mit den drei ehemaligen Berliner Bürgermeistern Michael Müller, Franziska Giffey und Klaus Wowereit

Scheper-Stuke gilt als gut vernetzter Socialite; seine Teilnahme an Veranstaltungen wird regelmäßig von Presseartikeln begleitet. Er wurde in zahlreichen Interviews und Artikeln, wie in der FAZ und der Süddeutschen Zeitung porträtiert. 2011 schrieb Takis Würger im Spiegel ein Porträt über ihn als „Herr der Fliegen“. Von der Bild-Zeitung erhielt Scheper-Stuke den Spitznamen „Krawattenkönig“. 2015 nannte Promiflash Scheper-Stuke eine „Berliner Modeikone“. 2023 erklärte der Tagesspiegel Scheper-Stuke zum „regierenden Dandy Berlins“.

## Medienauftritte
Von 2014 bis 2018 hatte Scheper-Stuke eine eigene Kolumne mit dem Titel Eine Frage des Stils in der BZ am Sonntag.
Nach TV-Auftritten bei Barbara Schöneberger in der NDR-Talkshow, mit Joko Winterscheidt und Klaas Heufer-Umlauf für MTV Home und Frank Elstner in der SWR-Sendung Menschen der Woche, moderierte Scheper-Stuke selbst mehrere TV-Formate.

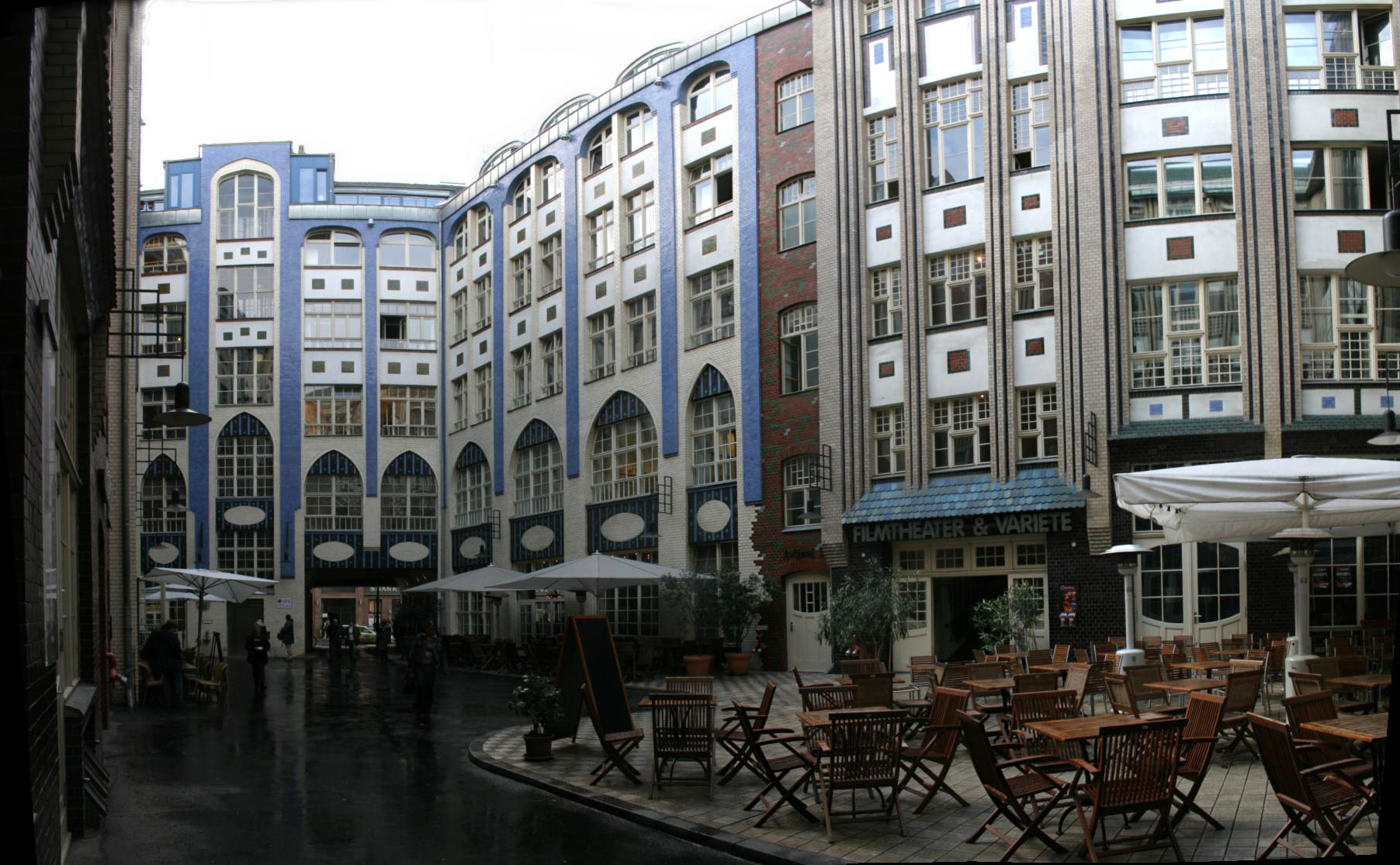
Die Hackeschen Höfe in Berlin-Mitte, Sitz der Manufaktur Auerbach

2013 bis 2016 war er Moderator der Talksendung Lassen Sie uns über Mode sprechen auf Joiz, in der er Gäste wie Palina Rojinski, Jennifer Weist und Jorge González interviewte. Von 2014 bis 2017 moderierte er das Lifestyle-Magazin Premium Lounge auf N-tv. 2021 war er Host der zweiteiligen Arte-Dokutainment-Produktion Village X über die Kultur der Sorben.
Netflix kürte Scheper-Stuke 2022 zum so genannten Fashion Fab der Makeover-Show Queer Eye Germany. In der für den Grimme-Preis 2023 nominierten Adaption des US-amerikanischen Formats Queer Eye übernimmt er als einer von fünf Hosts die Rolle des Modeexperten.

## TV-Moderationen
- 2013–2016: Lassen Sie uns über Mode sprechen (Joiz, Talksendung mit prominenten Gästen)[38]
- 2014–2017: Premium Lounge (N-tv, Lifestyle-Magazin)[39]
- 2021: Village X (Arte, Moderator/Host eines zweiteiligen Dokutainment-Formats)[40][41]
- 2022: Queer Eye Germany (Netflix, Fashion Fab im Team mit Leni Bolt, Avi Jakobs, Aljosha Muttardi und Ayan Yuruk)[42][43]
- 2022: Queer Eye Talk (Netflix, mit Leni Bolt)[44]

## Auszeichnungen
- 2022: Nominierung für den Deutschen Entertainment Award in der Kategorie „Beste Adaption“ mit Queer Eye Germany
- 2022: Nominierung für den Preis der Deutschen Akademie für Fernsehen in der Kategorie „Fernsehunterhaltung“ mit Queer Eye Germany
- 2023: Auszeichnung mit dem Grimme-Preis 2023: Spezialpreis für die Ensembleleistung der Fab Five von Queer Eye Germany[45]